# Helina eurycephala
Helina eurycephala är en tvåvingeart som först beskrevs av Stein 1911.  Helina eurycephala ingår i släktet Helina och familjen husflugor.
Artens utbredningsområde är Peru. Inga underarter finns listade i Catalogue of Life.